# RDS Stadium
L'RDS Stadium, noto fino all'agosto 2017 come 105 Stadium, è un impianto sportivo polivalente situato a Rimini.
La sua capienza ufficiale per le partite di pallacanestro è di 4 703 posti, ampliabili all'occorrenza fino a 5 001 posti in assetto sportivo e fino a 7 500 posti in assetto concerti in piedi.

## Storia
Facendo seguito a un iter iniziato nel settembre del 1998 con la prima delibera di approvazione del piano integrato, l'edificazione effettiva dell'impianto iniziò nell'aprile 2000. All'epoca il Basket Rimini militava in Serie A1 al Palasport Flaminio, ma la Lega Basket prevedeva di eliminare la concessione di deroghe alla norma che prevedeva una capienza minima di 5 000 posti per la massima serie. Durante la sua costruzione, il nuovo palasport era convenzionalmente denominato PalaMulazzani, nome derivante dalla ditta costruttrice Mulazzani Italino S.p.A..
Denominato 105 Stadium per motivi di sponsorizzazione sin dall'apertura, la sua inaugurazione è avvenuta il 14 dicembre 2002 in occasione del concerto di Biagio Antonacci. Per quanto riguarda la pallacanestro, il battesimo risale al 23 gennaio 2003 con un'amichevole tra i Crabs e la Montepaschi Siena, mentre il primo incontro ufficiale è stato disputato qualche giorno più tardi, ovvero il successivo 2 febbraio, con la vittoria in campionato dei Crabs su Scafati.
Nel 2010 ha ospitato le final four di Coppa Italia di pallavolo femminile, vinte per la prima volta da Villa Cortese.
Sempre nel 2010, l'amministrazione comunale ha affidato per 50 anni il controllo della struttura alla ditta costruttrice, appunto la Mulazzani Italino S.p.A., che si è affiancata a Stadium S.r.l.. Quattro anni dopo, tuttavia, a seguito del fallimento dell'azienda edile in questione, il Comune di Rimini ha emanato un provvedimento di risoluzione anticipata della convezione con la stessa Mulazzani Italino S.p.A..
Complice la discesa dei Crabs nel dilettantismo per ragioni economiche, la squadra ha lasciato la struttura all'inizio del campionato di Divisione Nazionale B 2011-2012 per tornare a giocare al meno dispersivo Palasport Flaminio.
Nonostante l'addio dei Crabs, il 105 Stadium è rimasto frequentemente utilizzato dai concerti di importanti artisti nazionali ed internazionali, oltre che, saltuariamente, da alcuni eventi sportivi.
Dal 12 al 14 agosto 2011, ad esempio, si è tenuto qui il Trofeo Tassoni, un torneo amichevole di pallacanestro fra le nazionali maschili di Italia, Grecia, Polonia e Bosnia ed Erzegovina, impegnate nella preparazione agli Europei 2011.
Il 22 settembre 2012 ha ospitato la finale di Supercoppa italiana di basket tra la Montepaschi Siena e la Pallacanestro Cantù, terminata 73-80 in favore dei brianzoli. Nel febbraio 2013, la nazionale femminile italiana di tennis ha eliminato quella degli Stati Uniti (privi delle sorelle Williams) dai quarti di finale della Fed Cup 2013.
Nell'agosto del 2017 l'impianto ha cambiato denominazione passando da 105 Stadium a RDS Stadium, assumendo di fatto la sponsorizzazione di un'emittente radiofonica concorrente.
Nell'aprile 2021 l'RDS Stadium ha ospitato le final eight della Coppa Italia 2020-2021 di calcio a 5. Nel febbraio 2023 l'arena è stata invece sede della final eight della Coppa Italia maschile e femminile di pallamano.
Nell'aprile 2022 è stato reso noto che l'RDS Stadium sarebbe diventato il primo centro federale italiano della danza sportiva attraverso la creazione di due diverse aree: un'arena "on the floor" dedicata alle danze di coppia e un'altra "on stage" per le discipline artistiche, a fronte di una riqualificazione da 4 milioni di euro provenienti dal PNRR.
Il concerto del duo composto da Antonello Venditti e Francesco De Gregori, svoltosi il 15 dicembre 2023, è stato l'ultimo qui organizzato sotto la gestione ventennale da parte della società Stadium S.r.l., durante la quale si è organizzato un totale di 1 400 eventi di vario tipo.
I già menzionati lavori per trasformare l'impianto nella nuova casa nazionale della danza, con inizio programmato per l'8 gennaio 2024, comporteranno l'impossibilità di realizzare concerti per circa due anni.